# Springboro (Ohio)
Springboro is een plaats (city) in de Amerikaanse staat Ohio, en valt bestuurlijk gezien onder Montgomery County en Warren County.

## Demografie
Bij de volkstelling in 2000 werd het aantal inwoners vastgesteld op 12.380.
In 2006 is het aantal inwoners door het United States Census Bureau geschat op 16.963, een stijging van 4583 (37,0%).

## Geografie
Volgens het United States Census Bureau beslaat de plaats een oppervlakte van
22,8 km², geheel bestaande uit land. Springboro ligt op ongeveer 302 m boven zeeniveau.

## Plaatsen in de nabije omgeving
De onderstaande figuur toont nabijgelegen plaatsen in een straal van 12 km rond Springboro.